# Campionati europei di ginnastica artistica femminile 2014 - Trave

## Podio
| Oro               | Argento         | Bronzo          |
| Marija Charenkova | Larisa Iordache | Alija Mustafina |

## Qualificazione
| Pos. | Ginnasta            | Nazione       | Punteggio |
| ---- | ------------------- | ------------- | --------- |
| 1    | Larisa Iordache     | Romania       | 15,166    |
| 2    | Marija Charenkova   | Russia        | 15,066    |
| 3    | Marta Pihan-Kulesza | Polonia       | 14,400    |
| 4    | Alija Mustafina     | Russia        | 14,233    |
| 5    | Rebecca Downie      | Gran Bretagna | 14,200    |
| 6    | Vanessa Ferrari     | Italia        | 14,166    |
| 7    | Claire Martin       | Francia       | 14,133    |
| 8    | Giulia Steingruber  | Svizzera      | 14,133    |

## Risultati
| Pos. | Ginnasta            | Naz.                   | Punteggio |
| ---- | ------------------- | ---------------------- | --------- |
| 1    | Maria Kharenkova    | Russia (bandiera)      | 14,933    |
| 2    | Larisa Iordache     | Romania (bandiera)     | 14,800    |
| 3    | Aliya Mustafina     | Russia (bandiera)      | 14,733    |
| 4    | Rebecca Downie      | Regno Unito (bandiera) | 14,366    |
| 5    | Vanessa Ferrari     | Italia (bandiera)      | 14,133    |
| 6    | Marta Pihan-Kulesza | Polonia (bandiera)     | 13,733    |
| 7    | Claire Martin       | Francia (bandiera)     | 13,366    |
| 8    | Giulia Steingruber  | Svizzera (bandiera)    | 13,200    |